# Związek gmin Plüderhausen-Urbach
Związek gmin Plüderhausen-Urbach – związek gmin (niem. Gemeindeverwaltungsverband) w Niemczech, w kraju związkowym Badenia-Wirtembergia, w rejencji Stuttgart, w regionie Stuttgart, w powiecie Rems-Murr. Siedziba związku znajduje się w miejscowości Plüderhausen, przewodniczącym jego jest Andreas Schaffer.
Związek zrzesza dwie gminy wiejskie:
- Plüderhausen, 9 298 mieszkańców, 26,13 km²
- Urbach, 8 657 mieszkańców, 20,73 km²